# 스리 스타 클럽

스리 스타 클럽은 네팔의 축구단이다. 현재 마티어스 메모리얼 A 디비전 리그에 참가하고 있다.
2017년 AFC컵에 진출 했으나 예선에서 탈락했다.

## 우승
- 마티어스 메모리얼 A 디비전 리그: 1997, 1998, 2004, 2012–13
- 네팔 내셔널리그: 2015

## 선수 명단

### 현역
참고: FIFA 자격 규정에 따라 소속된 국가대표팀 국기를 표시합니다. 선수는 복수의 FIFA 비회원국 국적을 가지고 있을 수 있습니다.
| 번호 | 포지션 | 국적 | 이름        |
| ---- | ------ | ---- | ----------- |
| 12   | MF     | 네팔 | 비크람 라마 |

| 번호 | 포지션 | 국적       | 이름                |
| ---- | ------ | ---------- | ------------------- |
| 25   | MF     | 인도       | 랄라마위아 람마위아 |
| 29   | FW     | 라이베리아 | 안수마나 크로마     |

### 역대
틀:스리 스타 클럽 선수 명단